# Luigi Saraceni
Luigi Saraceni (8 de agosto de 1937 - 2 de junio de 2024) fue un magistrado, abogado y político italiano. Miembro de los Democratici di Sinistra, se desempeñó en la Cámara de Diputados desde 1994 hasta 2001.

## Biografía
Graduado en Derecho por la Universidad de Roma, magistrado durante tres décadas, fue presidente de la quinta sección del Tribunal de Roma. En los años 70 fue conocido como una "toga roja" y fue uno de los fundadores de Magistratura Democrática y de Associazione Antigone.
En 1994 fue elegido diputado a la Cámara por los Democratici di Sinistra, y reelegido en 1996, hasta 2001. Después de su experiencia parlamentaria con los DS y los Verdes, comenzó a ejercer como abogado, defendiendo a su hija Federica Saraceni, arrestada en 2003 en la investigación sobre las nuevas BR y condenada en el juicio por el asesinato de Massimo D'Antona.
Saraceni falleció en Roma el 2 de junio de 2024, a la edad de 86 años.

## Obra
- Un secolo e poco più, Palermo, Sellerio, 2019.[9]